# إعانة الأطفال
إعانة الأطفال هي نوع من الضمان الاجتماعي يعطى للأوصياء المعيلين كمساعدة في تربية الأطفال، والمراهقين، وفي بعض الحالات، تشمل الشباب. تتنوع طرق صرف المعونة بحسبب كل دولة. في معظم البلدان، تقدير إعانة الطفل عبر إستطلاع الموارد المالية للأسرة، وعادة ما يعتمد مبلغ الإعانة بحسب عدد الأطفال في الأسرة.

## شروط الاستحقاق
يربط عدد من برامج إعانة الطفل ببرامج التحويلات النقدية المشروطة.
في أمريكا اللاتينية وأفريقيا تقوم هذه البرامج بإلزام المعيل بعدد من الإشتراطات حتى يتمكن من الحصول على الإعانة، على سبيل المثال تسجيل الأطفال في المدارس، والفحوصات الصحية والتطعيمات.  في المملكة المتحدة ، في عام 2011 ، اقترح CentreForum إعانة إضافية للطفل تعتمد على أنشطة الأبوين. 

## أستراليا
في أستراليا، تسمى مدفوعات إعانة الطفل حاليًا مستحقات الاسرة الضريبية. تعتمد قيمتها على الدخل بحسب بنظام ضريبة الدخل الأسترالي. يمكن المطالبة بها كمدفوعات نصف شهرية أو كمقطوعة سنوية.
تكون مستحقة الدفع للأطفال المعالين منذ الولادة وحتى سن 24. الأطفال الذين تبلغ أعمارهم 16 عامًا أو أكثر مؤهلين بدلاً من ذلك للحصول على إعانة الشباب.
المعيل لطفل تحت سن 16 عامًا مؤهلين أيضًا لمدفوعات دعم الدخل بما في ذلك مدفوعات الأبوة والأمومة وبدل Newstart لمقدمي الرعاية الأولية للأطفال.
في 1 يوليو 2000 ، أدخلت الحكومة الأسترالية تغييرات كبيرة على النظام الضريبي بما في ذلك إدخال ضريبة السلع والخدمات (ضريبة القيمة المضافة)، وتخفيضات كبيرة في ضريبة الدخل، بالإضافة إلى تغييرات كبيرة لإعانة الأسرة.
وقد جمع الهيكل الجديد اثني عشر نوعا من أنواع المساعدة الموجودة مسبقا في ثلاثة برامج جديدة للمساعدة. أهم اثنتين من هذه المزايا هما مستحقات الأسرة الضريبية الجزء أ، والذي يساعد في التكاليف العامة لتربية الأطفال، مستحقات الأسرة الضريبية الجزء ب، والموجه إلى الدخل الفردي والأسر ذات المعيل الواحد. والبرنامج الثالث هو إعانة رعاية الطفل.
يُدفع الجزء أ من إعانة ضريبة الأسرة للأطفال المعالين حتى سن 20 عامًا، وللطلاب المعالين بدوام كامل حتى سن 24 (الذين لا يحصلون على إعانة الشباب أو إعانة مماثلة مثل ABSTUDY وملحق تعليم الأطفال المحاربين القدامى ).
للحصول على جزء أ من الإعانة الضريبية للأسرة، يجب أن يكون الحد الأقصى لمستويات الدخل 76256 دولارًا في السنة لعائلة مع طفل واحد معال أقل من 18 عامًا و 77355 دولارًا سنويًا لعائلة من معال واحد يتراوح عمره بين 18 و 24 عامًا.

## كندا
إعانة الطفل الكندية (CCB) عبارة عن إعانة شهرية معفاة من الضرائب تُدفع للأسر المؤهلة لمساعدتهم في تكاليف تربية الأطفال الذين تقل أعمارهم عن 18 عامًا.  يتم احتساب الإعانة الأساسية على النحو التالي: 
- 6،639 دولار كندي سنويًا (553.25 دولارًا كنديًا في الشهر) لكل طفل مؤهل يقل عمره عن 6 سنوات.
- 5،602 دولار كندي سنويًا (466.83 دولار كندي شهريًا) لكل طفل مؤهل يتراوح عمره بين 6 و 17 عامًا.

يتم تخفيض مقدار المبلغ في حال كانت دخل الأسر الصافي (AFNI) يزيد عن 31،120 دولارًا، بناءً على AFNI وعدد الأطفال.

## فنلندا
بدأ تطبيق نظام إعانة الطفل في فنلندا في عام 1948 بموجب القانون. ومنذ عشرينيات القرن الماضي، كان هناك بدل إعانة للطفل يغطي موظفي الدولة الذين لديهم أطفال. في عام 1948، أصبحت هذه المعونة عامة للجميع على غرار بلدان الشمال الأوروبي الأخرى. تُدفع الإعانة للأطفال حتى بلوغهم 17 عامًا، وتُدفع فقط للأطفال الذين يعيشون في فنلندا. هناك أيضًا معونة للمعيل الواحد. تُدفع الإعانة من خلال مؤسسة التأمين الاجتماعي الفنلندية (KELA). لدى جزر آلاند برنامج مختلف.
| 1. طفل                                   | 100.40 يورو / شهر    |
| 2. طفل                                   | 110.94 يورو / شهر    |
| 3. الطفل                                 | 141.56 يورو / شهر    |
| 4. طفل                                   | 162،15 يورو في الشهر |
| متابعة الأطفال                           | 182.73 يورو / شهر    |
| إعانة المعيل الواحد عن كل طفل 4679 يورو. |                      |

## هنغاريا
يوجد في هنغاريا عدة برامج لدعم الأسرة. كل شخص لديه تصريح عمل ويعيش بشكل دائم في هنغاريا يعد مؤهل للحصول عليها جميعها.

### إعانة الأسرة
واحد منهم يسمى إعانة الأسرة ( (بالمجرية: családi pótlék)‏ ) الذي يتوافق مع البرنامج الاجتماعي في البلدان الأخرى تحت اسم إعانة الطفل. تحديد مقدارها يعتمد على عدد الأطفال.
بالنسبة للعائلات التي لديها طفل واحد، تبلغ 12.200 فورنت هنغاري للعائلات التي لديها طفلان 13.300 فورنت هنغاري للعائلات التي لديها ثلاثة أطفال أو أكثر، 16.000 فورنت هنغاري لكل طفل شهريًا. بالنسبة للمعيل الواحد (الآباء الذين يربون أطفالهم بمفردهم)، فإن مبلغ الإعانة العائلية هو 1.500 فورنت هنغاري إضافي في الفئتين الأولى والثانية و 1،000 فورنت هنغاري في الفئة الثالثة.
تُدفع إعانة الأسرة حتى سن 18 أو إتمام التعليم الثانوي.  بالنسبة للأطفال ذوي الإعاقة، يبلغ المبلغ 23.300 فورنت هنغاري وبالنسبة للأطفال المعوقين الذي يعيشون مع معيل واحد تكون الإعانة 25.900 فورنت هنغاري. 
| عدد الأطفال     | الإعانة الشهرية لإحدى الوالدين في الأسرة المزدوجة | الإعانة الشهرية للمعيل الواحد      |
| --------------- | ------------------------------------------------- | ---------------------------------- |
| طفل واحد        | 12.200 فورنت (40.67 جنيه إسترليني)                | 13.700 فورنت (45.67 جنيه إسترليني) |
| طفلين           | 13.300 فورنت (44.33 جنيه إسترليني)                | 14.800 فورنت (49.33 جنيه إسترليني) |
| 3 أطفال أو أكثر | 16.000 فورنت (53.33 جنيه إسترليني)                | 17.000 فورنت (56.67 جنيه إسترليني) |

إذا تغيب الطفل عن أكثر من 50 ساعة دراسية دون إذن، يتم تعليق إعانة العائلي حتى يفي الطفل بالتزامه بالحضور إلى المدرسة. في حالة الأطفال في سن ما قبل المدرسة، سيتم تعليق الإعانة العائلية في حالة الغياب غير المبرر لأكثر من 20 يومًا من التعليم. 
وبحسب بعض المصادر، فإن الحكومة تخطط لزيادة إعانة الطفل، إلا أنه لا يوجد إعلان رسمي يؤكد ذلك. 

### مستحقات الأسرة الضريبية
الآخر يسمى مستحقات الأسرة الضريبية ( (بالمجرية: családi adókedvezmény)‏ ) وهو تخفيض ضريبي للأسر حسب عدد الأطفال الذين يعيشون في المنزل.
يمكن أن يصل المبلغ إلى 10000 فورنت هنغاري كحد أقصى للمعيلين الذين لديهم طفل واحد، و 15000 فورنت هنغاري للمعيلين الذين لديهم طفلان و 33000 فورنت هنغاري للمعيلين الذين لديهم ثلاثة أطفال أو أكثر في الشهر.
لا توجد فروق بين مقدار إعانة الأسرة سواء كانت من معيل واحد أو اثنين أو بين العائلات التي يعمل فيها أحد الوالدين أو الأبوين. 
| عدد الأطفال         | الحد الأقصى لمقدار الخصم الضريبي الشهري لأحد الوالدين |
| ------------------- | ----------------------------------------------------- |
| طفل واحد            | 10.000 فورنت (33.33 جنيه إسترليني)                    |
| طفلين               | 15.000 فورنت (50 جنيه إسترليني)                       |
| ثلاثة أطفال أو أكثر | 33.000 فورنت (110 جنيه إسترليني)                      |

يحصل المواطينين على إعانة الأسرة والخصم الضريبي معا، لذلك تعتبر كنوع من إعانة الطفل كذلك.

## إرلندة
تُدفع إعانة الطفل (Sochar Leanaí) لأولياء أمور الأطفال الذين تقل أعمارهم عن 16 عامًا، أو أقل من 18 عامًا إذا كانوا يتلقون التعليم بدوام كامل أو في تدريب Youthreach أو لديهم إعاقة. يتم دفع المبلغ من قبل إدارة الحماية الاجتماعية.
المدفوعات الشهرية كالتالي: 
| عدد الاطفال | المعدل الشهري |
| ----------- | ------------- |
| لكل طفل     | 140.00 يورو   |

الولادات المتعددة تعد حالة خاصة. في حالة التوائم، يتم دفع 150٪ من الدفعة الشهرية لكل طفل.
يحصل ثلاثة توائم أو أكثر على إعانة مضاعفة (200٪) لكل منهم؛ شريطة أن يظل جميعهم مؤهلين (أي البقاء في التعليم حتى سن 19 عاما). بالإضافة إلى ذلك، تُدفع معونة خاصة "لمرة واحدة" بقيمة 635 يورو لجميع الولادات المتعددة. علاوة على ذلك، يتم دفع معونة "لمرة واحدة" بقيمة 635 يورو عندما يبلغ الأطفال 4 و 12 عامًا على التوالي. 
يتم التعامل مع الادعاءات الاحتيالية للحصول على إعانة الأطفال على محمل الجد، ويمكن أن تؤدي إلى غرامات كبيرة أو السجن لمدة تصل إلى 3 سنوات. 

## لوكسمبورغ

### إعانة الأسرة
تدفع حكومة لوكسمبورغ، من خلال Caisse pour l'avenir des enfants (صندوق مستقبل الأطفال)، 271.66 يورو شهريًا لكل طفل. البدل شامل لجميع المواطنين ولا يخضع لاستطلاع الموارد المالية. 
عندما يبلغ الطفل 6 سنوات، يرتفع المبلغ إلى 292.19 يورو شهريًا.
عندما يبلغ الطفل 12 عامًا، يرتفع المبلغ إلى 322.91 يورو شهريًا.
تُدفع الإعانة العائلية حتى يبلغ الطفل 18 عامًا، ما لم يستمر في التعليم، وفي هذه الحالة يتم دفعها حتى يتوقف الطفل البالغ عن التسجيل في مؤسسة تعليمية أو يبلغ من العمر 25 عامًا.

#### إعانة الأطفال المعوقين
يتم زيادة مبلغ الإعانة العائلية بمقدار 200 يورو شهريًا للأطفال الذين يعانون من إعاقة دائمة أدت إلى فقدهم على الأقل 50٪ من قدرتهم البدنية أو العقلية. 

### إعانة العودة إلى المدرسة
بالإضافة إلى إعانة الأسرة، يتم دفع إعانة العودة إلى المدرسة مرة واحدة سنويًا لكل طفل يبلغ عمره 6 سنوات أو أكثر مسجلاً في مدرسة أو كلية ابتدائية أو ثانوية. 
ويبلغ البدل 115 يورو لكل طفل فوق سن 6 سنوات وأقل من 12 عامًا.
و 235 يورو للطفل الذي يزيد عمره عن 12 عامًا حتى انتهاء دراسته.

## هولندا
تعد إعانة الطفل فب هولندا الأقل في أوروبا الغربية.
في عام 2021 ، كان المبلغ لكل طفل شهريًا هو 74.46 يورو للأطفال الذين تتراوح أعمارهم بين 0 و 5 سنوات؛
و80.41 يورو للأطفال من سن 6 إلى 11 سنة؛
و106.37 يورو شهريًا للأطفال من سن 12 إلى 17 عامًا.
بالمقارنة مع هولندا، فإن جارتها ألمانيا تدفع 3 مرات أكثر شهريًا بالإضافة لضريبة دخل أقل.
ميزانية Kindgebonden
بالإضافة إلى هذه المعونات العامة للأطفال، هناك معونة تعتمد على دخل الأسرة.
بالنسبة لدخل الأسرة الذي يصل إلى 70.000 (للمعيل الواحد) أو 99.000 (للمعيلين) ، فإن "ميزانية kindgebonden" (2021) تصل إلى:
| عدد الأطفال | الإعانة الشهرية |
| ----------- | --------------- |
| طفل واحد    | 100.33 يورو     |
| طفلين       | 185.50 يورو     |
| ثلاثة أطفال | 262.08 يورو     |

https://www.belastingdienst.nl/wps/wcm/connect/bldcontentnl/themaoverstijgend/brochures_en_publicaties/berekening-kindgebonden-budget-2021

## نيوزيلندا
في نيوزيلندا يوجد نظام استرداد ضريبي يعرف باسم "العمل من أجل العائلات" والذي يتم تخصيصه للعائلات على أساس الدخل وعدد الأطفال.
أوصى تقرير في عام 2012 صادر عن الدكتور راسل ويلز مفوض الأطفال بأن تتبنى نيوزيلندا إعانة أطفال شاملة، وقد تم رفضه من الحكومة الوطنية آنذاك. 
في عام 2018، قدمت حكومة العمل السادسة أفضل إعانة شاملة جديدة بقيمة 60 دولارًا أمريكيًا في الأسبوع للآباء والأمهات الذين يعولون حديثي الولادة. 

## بولندا
هناك نوعان من الدعم المالي للوالدين. الأول هو خفض الضرائب. تم تقديمه في أوائل . يمكن لأحد الوالدين خصمها من التسوية الضريبية الشخصية السنوية.
يبلغ الدعم المالي حاليًا 92،67 زلوتي بولندي (19 يورو) شهريًا للطفل الأول والثاني، و 166،67 زلوتي بولندي (35 يورو) للطفل الثالث و 225 زلوتي بولندي (47 يورو) لكل طفل تالي.
يمكن لأولياء الأمور الاستفادة من التخفيض الضريبي إلى أن يصل عمر الأطفال 25 عاما بشرط أن يواصلوا تعليمهم في المدرسة ولا يتجاوز الدخل السنوي للطفل (ما يقرب من 16000 زلوتي بولندي، 3340 يورو شهريًا).
شكل آخر للدعم هو الدفع المباشر للوالدين. تم تقديم البرنامج في عام 2016 وكان في البداية مخصصًا للآباء الذين لديهم أكثر من طفل واحد فقط. وكان أساس الإستحقاق هو عدد الأطفال المعالين ناقص واحد.
في عام 2019 تم إجراء التعديلات على برنامج الإعانة السابق وصار يصرف إعانة ثابتة لكل طفل في الأسرة الواحدة. وتبلغ 500 زلوتي بولندي (104 يورو) شهريًا.
لا تخضع الإعانات لأي ضريبة دخل (على سبيل المثال لا يمكن زيادة دخلك لتتجاوز الحد المذكور في الفقرة أعلاه) ويتم دفعها دون قيد أو شرط للأطفال حتى سن 18 عامًا.
لا يوجد أي دراسة تثبت أي زيادة في معدل المواليد بسبب أي من أشكال الإعانة هذه.

## إسبانيا
بين عامي 2007و2010، قدمت إسبانيا تحويلات نقدية غير مشروطة للأمهات الجدد. 
وقد زادت هذه السياسة بشكل كبير من معدل المواليد في إسبانيا. 

## كوريا الجنوبية
اعتبارًا من مايو 2021 ، تتلقى أي عائلة كورية لديها طفل يتراوح عمره بين 0 و 7 سنوات 100.000 وون شهريًا نقدًا يتم تحويلها من الحكومة الكورية مباشرة إلى الحساب المصرفي للمعيل، بغض النظر عن الدخل أو الثروة.
بالإضافة إلى ذلك، يتلقى حديثو الولادة إعانة إضافية قدرها 200.000 وون شهريًا نقدًا بالإضافة إلى 100.000 وون شهريًا إعانة الطفل الأساسية.
في سن سنة واحدة، تنخفض هذه الإعانة إلى 150.000 وون شهريًا.
أخيرًا، تصدر الحكومة بطاقة خصم مسبقة الدفع بقيمة 600.000 وون لأي امرأة حامل أو لديها طفل في الدولة، والتي يمكن استخدامها في الفحوصات الطبية وتكاليف التنشئة الأولية.
اعتبارًا من يناير 2022، سيتم دفع بطاقة الخصم هذه مسبقًا بمبلغ إضافي وقدره مليون وون من قبل الحكومة.
اعتبارًا من يناير 2022، سيتم دفع 2 مليون وون على الفور لأي شخص يولد في كوريا الجنوبية ويمكن استخدام الأموال لأي غرض بالإضافة إلى تلقي جميع المزايا المختلفة المذكورة أعلاه.
بالإضافة إلى ذلك، سيتم رفع الإعانة النقدية الإضافية الممنوحة لحديثي الولادة الذين تتراوح أعمارهم بين 0-1 إلى 300.000 وون شهريًا.
وستتم زيادة هذا المبلغ باستمرار كل عام ليصل إلى 500.000 وون شهريًا بحلول عام 2025.
وسيحصل كل معيل على إجازة مدفوعة الأجر تصل إلى 3 ملايين وون شهريًا لمدة 3 أشهر متتالية.
اما العائلات ذات الدخل المنخفض التي لديها ثلاثة أطفال سوف تحصل على تعليم جامعي لجميع الأطفال مجانًا من قبل الحكومة الكورية. 

## المملكة المتحدة

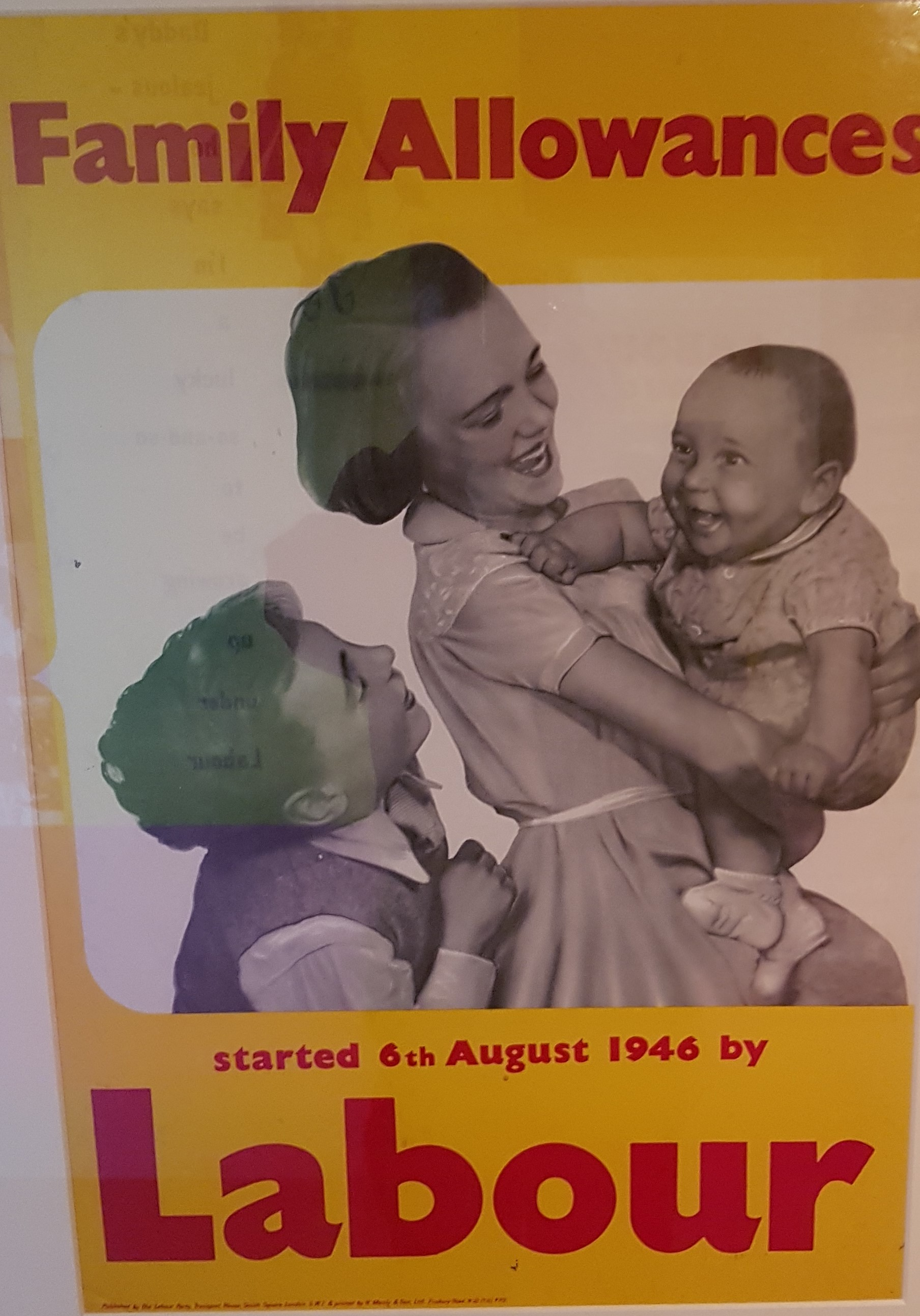
"الإعانة الأسرية" ملصق حزب العمل

تم تقديم فكرة الحد الأدنى للأجور في بريطانيا العظمى في عام 1909 لبعض الصناعات منخفضة الأجور وتم توسيعه ليشمل العديد من الصناعات، بما في ذلك العمل الزراعي بحلول عام 1920. ومع ذلك، بحلول العشرينات من القرن الماضي، كانت الإعانة العائلية التي تستهدف الأسر ذات الدخل المنخفض طريقة بديلة، اقترحها المصلحون، للتخفيف من حدة الفقر دون التأثير على سوق العمل.  
وقد تبنى هذا الرأي النقابات العمالية وحزب العمال.
في عام 1945، تم إدخال الإعانة العائلية؛ مقابل تلاشى الحد الأدنى للأجور عن الأنظار.
استؤنف الحديث في السبعينيات، ولكن في الثمانينيات أوضحت وزارة تاتشر أنها لن تقبل حداً أدنى للأجور على المستوى الوطني. ولكن ومع عودة العمالة إلى السلطة، حدد قانون الحد الأدنى الوطني للأجور لعام 1998 حدًا أدنى للأجور وقدره 3.60 جنيه إسترليني للساعة، مع معدلات أقل للعمال الأصغر سنًا.
وقد اثر هذا القانون إلى حد كبير على العاملين في صناعات الخدمات ذات معدل الدوران المرتفع مثل مطاعم الوجبات السريعة، والأشخاص من خلفيات الأقليات العرقية. 
في أكتوبر 2010، أعلنت الحكومة الائتلافية عن حزب المحافظين والديمقراطيين الليبراليين أنه سيتم سحب إعانة الأطفال عن الأسر التي تحتوي على دافعي ضرائب بمعدل عال من يناير 2013.  بعد بعض الجدل، تم تعديله بحيث تقل إعانة الأسرة التي بها شخص واحد على الأقل بدخل يزيد عن 50.000 جنيه إسترليني بالتدريج إلى أن تزال تمامًا عندما يصل الدخل إلى 60 ألف جنيه إسترليني. دخل هذا حيز التنفيذ في 7 يناير 2013. 
اليوم، تُدار استحقاقات الأطفال من قبل صاحبة الجلالة للإيرادات والجمارك (HMRC).
اعتبارًا من أبريل 2023، صارت الإعانة 24 جنيهًا إسترلينيًا في الأسبوع للطفل الأول (بما في ذلك الأكبر من ولادات متعددة) و 15.9 جنيهًا إسترلينيًا في الأسبوع لكل طفل إضافي. 

خريطة للمعدل الشهري لاستحقاق الطفل في دول أوروبية مختلفة لطفل واحد أو اثنين أو ثلاثة أطفال غير معاقين نشأهم أبوين (انظر وصف الخريطة لمزيد من الشرح.)